# Corporate Accountability – Netzwerk für Unternehmensverantwortung
Corporate Accountability – Netzwerk für Unternehmensverantwortung (CorA) ist ein Netzwerk von Nichtregierungsorganisationen (NGO) und anderer Organisationen der Zivilgesellschaft in Deutschland, die als gemeinsame Grundlage eine am Gemeinwohl orientierte Unternehmensverantwortung fordern. Die Ziele sehen dafür verbindliche Regelungen für Unternehmen als zwingend notwendig an, die über die bereits existenten Grundsätze der  sogenannten freiwilligen Unternehmensverantwortung (Corporate Social Responsibility) hinausgehen. Das Netzwerk baut bei seiner Arbeit auf die Erfahrung und Unterstützung der Mitglieder aus den verschiedensten Bereichen wie Menschenrechtsorganisationen, Gewerkschaften, kirchliche und entwicklungspolitische Organisationen sowie Verbraucher- und Umweltorganisationen.

## Entstehung, Ziele und Vorgehensweise
Im September 2006 schlossen sich 37 NGOs zum Netzwerk für Unternehmensverantwortung – Corporate Accountability zusammen. Gemeinsam wollen sie die gesellschaftliche Debatte über das wirtschaftliche und politische Handeln transnationaler Unternehmen verstärken und für Corporate Accountability eintreten. Darunter verstehen sie verbindliche Instrumente, mit denen Unternehmen verpflichtet werden, die Menschenrechte sowie international anerkannte soziale und ökologische Normen und Standards zu respektieren und Transparenz zu schaffen. Diese Ideen und Forderungen, die CorA in der Gründungserklärung formulierte, knüpfen dabei an die bereits existierenden, langjährigen gewerkschaftlichen und zivilgesellschaftlichen Initiativen zu mehr Unternehmensverantwortung an. An die Politik stellt CorA dazu folgende Forderungen:
- Rechenschafts- und Publizitätspflichten für Unternehmen zu Umwelt, Sozialem und Menschenrechten,
- Kopplung der Vergabe öffentlicher Aufträge an gesellschaftliche Anforderungen,
- Verankerung von Unternehmenspflichten in internationalen Wirtschaftsabkommen und bei der Wirtschaftsförderung,
- gerechte Unternehmensbesteuerung,
- wirksame Sanktionen und Haftungsregeln für Unternehmen,
- Stärkung der Produktverantwortung und Förderung zukunftsfähiger Konsum- und Produktionsmuster.

Bei der Vorgehensweise baut CorA auf das breit gefächerte Tätigkeitsspektrum der vernetzten Mitglieder und deren Expertenwissen. Innerhalb des Netzwerks findet die Arbeit in verschiedenen Arbeitsgruppen statt, die Kampagnen zu verschiedenen Themen durchführen.

## Kampagnen
Im Rahmen bereits existierender Diskussionen bezüglich sozialer und ökologischer Beschaffung der öffentlichen Hand will CorA eine gemeinsame politische Stoßrichtung definieren und produktübergreifende Öffentlichkeits- und Lobbyarbeit betreiben. CorA hat das Ziel, die (gesetzlichen) Rahmenbedingungen für nachhaltige Beschaffung zu erweitern. Zudem soll verhindert werden, dass sich in der aktuellen politischen Diskussion niedrige Standards bei der Anwendung sozialer und ökologischer Kriterien durchsetzen. Mittel- bis langfristiges Ziel ist es, möglichst weitgehende soziale und ökologische Kriterien, die die gesamte internationale Zulieferkette erfassen, als gesetzlich verpflichtend festzuschreiben und zu kontrollieren.
Weitere Kampagnen gibt es zu den Themen Rechenschaftspflicht und Unternehmensbesteuerung.

## Unterstützer
Im Netzwerk sind gegenwärtig 40 Organisationen unterstützend tätig.
Auf internationaler Ebene ist CorA aktiv als Mitglied der europäischen Plattform European Coalition for Corporate Justice (ECCJ) engagiert.